# Seirinae
Seirinae zijn een onderfamilie van springstaarten binnen de familie van Entomobryidae. De onderfamilie telt 5 geslacht en 259 soorten.

## Geslachten
- Acanthocyrtus (7 soorten)
- Epimetrura (4 soorten)
- Lepidocyrtoides (14 soorten)
- Lepidosira (41 soorten)
- Seira (193 soorten)